# كفاح من أجل المستقبل
الكفاح من أجل المستقبل (بالإنجليزية: Fight for the Future؛ وغالبًا ما تختصر إلى fightfortheftr) هي منظمة غير ربحية حقوقية في مجال الحقوق الرقمية تأسست عام 2011. وتهدف المنظمة إلى
تعزيز المطالب المتعلقة بتشريعات حقوق التأليف والنشر، بالإضافة إلى خصوصية الإنترنت والرقابة على الإنترنت من خلال استخدام شبكة الإنترنت.

## معلومات تاريخية
تأسست المنظمة على يد تيفاني تشينج وهولمز ويلسون في أكتوبر 2011، ويقع مقرها في ورسستر، ماساتشوستس. وقد اشترك تشينغ وويلسون من قبل في مؤسسة الثقافة التشاركية (Participatory Culture Foundation)، وهي منظمة غير ربحية في مجال الثقافة الحرة. وتم تقديم التمويل الأولي للمنظمة من خلال صندوق ديمقراطية الإعلام (Media Democracy Fund).

## النشاطات

### الاحتجاجات على قانوني سوبا وبيبا
اشتركت منظمة الكفاح من أجل المستقبل في الاحتجاجات الإلكترونية ضد قانون وقف القرصنة على الإنترنت (سوبا) وقانون حماية الملكية الفكرية (بيبا) في يناير 2012. كما شاركت في تنسيق عمل شارك فيه عدد من المواقع يعرض رسائل تدعو إلى الوقوف ضد مشاريع القوانين المقترحة.

### رابطة الدفاع على الإنترنت
أنشأت منظمة الكفاح من أجل المستقبل رابطة الدفاع على الإنترنت كوسيلة لتنسيق الاحتجاجات المحتملة في المستقبل، والمماثلة لتلك التي ساعدت في تنظيمها في يناير 2012.

### المعارضة للمؤتمر العالمي للاتصالات الدولية لعام 2012
بالتعاون مع أكسيس ناو دوت أورج (AccessNow.org)، بدأت المنظمة حملة إلكترونية معارضة للتغيرات المطروحة في المؤتمر العالمي للاتصالات الدولية لعام 2012. وتعتقد المنظمة أن التغيرات سوف تهدد من انفتاح الإنترنت.